# Mireia Portas
Mireia Portas Boluda (Barcelona, 1972) es una actriz  española. Ha participado en el programa de radio Minoria absoluta (RAC1) y en los de televisión  Crackòvia, Polònia (TV3) y Nadie al volante (#0). También ha participado en el musical La família irreal.

## Biografía
En Polònia interpreta a la Reina Sofía, Esperanza Aguirre, Carme Chacón, Carme Forcadell y Rosa Díez, entre otras.
En el mundo del cine ha participado en las películas Ahora o nunca (2015), El hombre de las mil caras (2016), Superlópez (2018) y Loco por ella (2021). También ha actuado en producciones teatrales después de los años 1990.
En el año 2010 ganó el Premi Zapping (Premio Zapping) de la asociación Teleespectadors Associats de Catalunya, por su trabajo en Polònia.

## Producciones

### Televisión
- Por fin has llegado (2007)
- Homo Zapping (2007)
- Polònia (2007–2022)
- Crackòvia (2008-2013)
- La nit del cor (2008)
- Vinagre (2008)
- Xtrems (2009)
- La escobilla nacional (2010)
- Hotel 13 estrellas, 12 uvas (2012)
- Señoras que... (2012-2013)
- Desclassificats (2013)
- Vota Juan (2019)
- Nadie al volante (2021)
- El legado (2025)

### Cine
- Ahora o nunca (2015)
- El hombre de las mil caras (2016)
- Superlópez (2018)
- Loco por ella (2021)

### Teatro[5]
- Dracula, el musical (1994)
- Rocky Horror Show
- West Side Story (1996, 1999 y 2006)
- Monjitas (2000)
- Boeing Boeing (2009)
- Els 39 esglaons (2011)
- La família irreal (2012)
- Magical History Club (2014)
- Polònia, el musical (2015)
- La jaula de las locas (2018 - 2019)
- Cantando bajo la lluvia (2021)